# Acacia hirta
Acacia hirta är en ärtväxtart som beskrevs av Wenceslas Bojer. Acacia hirta ingår i släktet akacior, och familjen ärtväxter. IUCN kategoriserar arten globalt som otillräckligt studerad. Inga underarter finns listade i Catalogue of Life.